# Vlag van Deurne (Nederland)

De vlag van Deurne

De vlag van Deurne werd op 23 januari 1962 per besluit van de gemeenteraad door de Noord-Brabantse gemeente Deurne als gemeentelijke vlag aangenomen na een advies van de Hoge Raad van Adel.

## Omschrijving
De officiële beschrijving van de vlag luidt als volgt:
rechthoekig, bestaande uit drie horizontale banen van gelijke hoogte in de kleuren rood-geel-zwart (van boven naar beneden). In het midden van de gele baan is het schild uit het wapen van de gemeente aangebracht.
De vlag bestaat uit drie banen in de kleuren rood, geel en zwart. Deze kleuren komen ook in het gemeentewapen voor. Op de middelste baan is het schild van het gemeentewapen aangebracht. Dit schild is zwart van kleur met daarop drie keer drie gele (in de heraldiek gouden) banen. Het schildhoofd is ook geel van kleur met daarop naast elkaar drie rode andreaskruizen.
Alphen-Chaam · Altena · Asten · Baarle-Nassau · Bergeijk · Bergen op Zoom · Bernheze · Best · Bladel · Boekel · Boxtel · Breda · Cranendonck · Deurne · Dongen · Drimmelen · Eersel · Eindhoven · Etten-Leur · Geertruidenberg · Geldrop-Mierlo · Gemert-Bakel · Gilze en Rijen · Goirle · Halderberge · Heeze-Leende · Helmond · 's-Hertogenbosch · Heusden · Hilvarenbeek · Laarbeek · Land van Cuijk · Loon op Zand · Maashorst · Meierijstad · Moerdijk · Nuenen, Gerwen en Nederwetten · Oirschot · Oisterwijk · Oosterhout · Oss · Reusel-De Mierden · Roosendaal · Rucphen · Sint-Michielsgestel · Someren · Son en Breugel · Steenbergen · Tilburg · Valkenswaard · Veldhoven · Vught · Waalre · Waalwijk · Woensdrecht · Zundert